# Yitzhak Arad
Pour les articles homonymes, voir Arad.
Yitzhak Arad (en hébreu: יצחק ארד), à l'origine Yitzhak Rudnicki, né le 11 novembre 1926 à Święciany en Pologne (actuelle Švenčionys en Lituanie) et mort le 6 mai 2021, est un historien israélien d'origine polonaise. Longtemps directeur de Yad Vashem, il a publié, outre ses mémoires, de nombreux ouvrages importants concernant particulièrement l'histoire des Juifs durant la Seconde Guerre mondiale.

## Biographie

### La Seconde Guerre mondiale
En septembre 1939, lorsque l'Allemagne attaque la Pologne, il vit à Varsovie avec sa famille. Lui et sa sœur s'enfuient vers la zone occupée par les Soviétiques dans le cadre du pacte germano-soviétique. Ses parents, restés à Varsovie, seront assassinés dans le camp de Treblinka.
Quand les Allemands envahissent l'URSS en juin 1941, il se trouve enfermé dans le ghetto de Święciany (ville attribuée à la République socialiste soviétique de Lituanie en 1940), où il rejoint le mouvement de résistance. Il parvient à s'enfuir, mais est capturé par les Allemands et envoyé dans un camp de travail où il nettoie les armes récupérées par les Allemands. En février 1943, après avoir réussi à voler des armes, il s'enfuit avec vingt-cinq autres détenus pour prendre le maquis. Au bout de deux mois, les jeunes Juifs rencontrent des membres de la brigade Markov, dans laquelle ils combattent jusqu'à la libération en 1944.

### Israël
En décembre 1945, Yitzhak Arad immigre clandestinement en Palestine mandataire. Il fait carrière dans les forces de défense d'Israël et y atteint le grade de brigadier-général. Son dernier poste dans l'armée est celui de Directeur de l'éducation,.
De 1972 à 1993, il est directeur de Yad Vashem. 
Il est appelé comme témoin et expert, aux procès intentés aux États-Unis contre Alexandras Lilejkis et Algimantas Dajlide qui avaient occupé des postes importants dans la police lituanienne. 
Yitzhak Arad a participé à la réunion de la Commission extraordinaire de l'État pour l'évaluation des crimes des régimes d'occupation nazie et soviétique, où il a soulevé la question de la participation des Lituaniens à l'extermination des juifs lituaniens.

### Procédure pour crimes de guerre en Lituanie (2007-2008)
En 2007, Yitzhak Arad est convoqué « pour crimes de guerre » par le parquet de Vilnius, accusé d'avoir en tant que partisan tué des civils au cours des combats qui ont opposé les partisans aux troupes lituaniennes auxiliaires des nazis. Cette accusation fait suite à une longue campagne pour transformer les Lituaniens auxiliaires de la SS en combattants de la liberté contre la menace soviétique.
Le Parquet général clôture l'enquête criminelle concernant les crimes de guerre allégués d'Arad en septembre 2008 en constatant « l'absence de sources probantes suffisantes recueillies ».

## Œuvre
En 1978, Yitzhak Arad publie ses mémoires : The Partisan. From the Valley of Death to Mount Zion. Il y parle de la vie dans les ghettos qu'il a fréquentés, de sa vie de partisan puis de sa participation à la guerre d'indépendance d'Israël. Il se rappelle que, même parmi les partisans (résistants communistes), l'antisémitisme était très important. Les Juifs n'étaient acceptés parmi les résistants, que s'ils venaient avec leurs propres armes, alors que les non-juifs étaient acceptés sans armes. De plus, ils devaient prouver qu'ils n'étaient pas des lâches, comme les vieux clichés antisémites le prétendaient. Mais au fur et à mesure que les groupes des partisans s'organisaient, la situation des Juifs s'était améliorée. 
Yitzhak Arad a publié plusieurs ouvrages importants, notamment sur les camps d’extermination de l’Aktion Reinhard et une collection de documents historiques relatifs à la Shoah dans l´Union soviétique. Alors que près de la moitié des Juifs d'Europe assassinés venaient d'Union soviétique, cet aspect de la Shoah n'a pu être étudié que récemment, car les archives collectées par l'armée rouge ont été interdites au public pendant la période soviétique, ainsi que les témoignages réunis par le comité juif antifasciste.
Il a fallu attendre les années 1990, pour que les fonds du comité juif antifasciste et les archives de l'écrivain et journaliste Ilya Ehrenbourg, soient transférés à Yad Vashem où les historiens ont enfin pu les étudier. Ceci a permis la rédaction d'un ouvrage : Le livre noir inconnu, préfacé par Yitzhak Arad qui se présente de la même manière que Le Livre noir rédigé à la fin de la guerre par Ilya Ehrenbourg et Vassili Grossman. Mais, contrairement à l'original, en partie conçu pour magnifier la résistance du peuple soviétique face aux nazis, le Livre noir inconnu montre que la collaboration avec les Allemands a été un phénomène assez répandu, non seulement dans les régions annexées par les Soviétiques en 1939, mais aussi dans les territoires anciennement soviétiques. Yitzhak Arad est aussi co-éditeur d'une partie des rapports des Einsatzgruppen en anglais et en hébreu avec Shmuel Krakowski et Shmuel Spector.

## Publications
- (en) The Partisan : from the Valley of Death to Mount Zion (1979)
- (en) Ghetto in Flames : the Struggle and Destruction of the Jews in Vilna in the Holocaust, 1980
- (en) Belzec, Sobibor, Treblinka : the Operation Reinhard Death Camps, Indiana University Press, 1987  (ISBN 0-253-21305-3)

Ouvrages collectifs
- (en) Israel Gutman, Abraham Margaliot et Yitzhak Arad, Documents on the Holocaust: selected sources on the destruction of the Jews of Germany and Austria, Poland, and the Soviet Union, 1982 (rééditions : 1989, 1999)
- (en) Shmuel Krakowski, Shmuel Spector et Yitzhak Arad, The Einsatzgruppen reports: selections from the dispatches of the Nazi Death Squads’ campaign against the Jews July 1941-January 1943, 1989

Éditions
- Pictorial History of the Holocaust, 1990
- (en) Yitzhak Arad (éd.) : Kazimierz Sakowicz, Ponary diary, 1941-1943 : a bystander’s account of a mass murder, 2005 (traduit du polonais)